# سیواکی (روسیه)
سیواکی (انگلیسی: Sivaki, Russia) یک شهرک در بخش ماگداگاچینسکی استان آمور کشور روسیه است.